# Rhinomyobia minuta
Rhinomyobia minuta là một loài ruồi trong họ Tachinidae.